# انیکستر
انیکستر (انگلیسی: Anixter) شرکت کالای آمریکایی است، که در سال ۱۹۵۷ تأسیس شد.